# Colombey les Deux Églises
Colombey-les-Deux-Églises es una comuna nueva francesa situada en el departamento de Alto Marne, de la región de Gran Este.

## Historia
Fue creada el 1 de enero de 2017, en aplicación de una resolución del prefecto de Alto Marne de 30 de noviembre de 2016 con la unión de las comunas de Argentolles, Biernes, Blaise, Champcourt, Colombey-les-Deux-Églises, Harricourt, Lamothe-en-Blaisy, Lavilleneuve-aux-Fresnes y Pratz, pasando a estar el ayuntamiento en la antigua comuna de Colombey-les-Deux-Églises.
En el momento de la creación de la comuna nueva de Colombey-les-Deux-Églises, las comunas de Argentolles, Biernes, Blaise, Champcourt, Harricourt, Lavilleneuve-aux-Fresnes y Pratz formaban parte de la comuna de Colombey-les-Deux-Églises como comunas asociadas.

## Celebridades
- Charles de Gaulle falleció aquí. Sus restos reposan en el cementerio local.

## Demografía
| Gráfica de evolución demográfica de Colombey-les-Deux-Églises entre 1800 y 2014 |
|                                                                                 |

Los datos entre 1800 y 2014 son el resultado de sumar los parciales de las nueve comunas que forman la nueva comuna de Colombey-les-Deux-Églises, cuyos datos se han cogido de 1800 a 1999, para las comunas de Argentolles, Biernes, Blaise, Champcourt, Colombey-les-Deux-Églises, Harricourt, Lamothe-en-Blaisy, Lavilleneuve-aux-Fresnes y Pratz de la página francesa EHESS/Cassini. Los demás datos se han cogido de la página del INSEE.

## Composición
| Comuna delegada           | Código INSEE | Población (2014) | Superficie (km²) | Densidad (hab./km²) |
| ------------------------- | ------------ | ---------------- | ---------------- | ------------------- |
| Argentolles               | 52018        | 39               | 7.9              | 5                   |
| Biernes                   | 52049        | 42               | 4.17             | 9                   |
| Blaise                    | 52052        | 82               | 16.69            | 5                   |
| Champcourt                | 52100        | 56               | 8.29             | 7                   |
| Colombey-les-Deux-Églises | 52140        | 665              | 73.63            | 9                   |
| Harricourt                | 52238        | 47               | 6.64             | 7                   |
| Lamothe-en-Blaisy         | 52262        | 73               | 10.21            | 7                   |
| Lavilleneuve-aux-Fresnes  | 52279        | 22               | 2.41             | 9                   |
| Pratz                     | 52404        | 15               | 6.40             | 2                   |